# Rannock
Rannock är en ort i Australien. Den ligger i kommunen Coolamon och delstaten New South Wales, i den sydöstra delen av landet, omkring 370 kilometer väster om delstatshuvudstaden Sydney. Antalet invånare är 105.
Trakten runt Rannock är nära nog obefolkad, med mindre än två invånare per kvadratkilometer.. Närmaste större samhälle är Coolamon, omkring 19 kilometer söder om Rannock.
Trakten runt Rannock består till största delen av jordbruksmark. Genomsnittlig årsnederbörd är 587 millimeter. Den regnigaste månaden är februari, med i genomsnitt 88 mm nederbörd, och den torraste är oktober, med 22 mm nederbörd.